# Pogórze Rewuckie
Pogórze Rewuckie (słow. Revúcka vrchovina) – wyróżniana przez geografów słowackich część Rudaw Słowackich. Ma charakter średnich i wysokich pogórzy, Znajduje się na południe od Gór Stolickich (Stolické vrchy), Słowackiego Raju, Rudaw Weporskich i Gór Wołowskich (Volovské vrchy). Oddzielone jest od nich strefą dyslokacji tektonicznych. Na południe opada do kotlin wyraźnym progiem denudacyjnym. W podziale Jerzego Kondrackiego Pogórze Rewuckie nie jest wyróżniane.
Pogórze Rewuckie ma powierzchnię 870 km². Jego zachodnią granicę tworzy dolina Krivańskiego Potoku (Krivánsky potok) na odcinku od miejscowości Lovinobaňa po miejscowość Tomášovce, wschodnią dolina rzeki Slaná od Dobszyny po Rożniawę. Najwyższym wzniesieniem jest zbudowany ze skał wapiennych Veľký Radzim (993 m). Inne większe szczyty to Magura (883 m), Železník (814 m), Biela skala (882 m), Ostrý vrch (870 m), Hrádok (810 m, Turecká (853 m).
Pogórze Rewuckie ma w większości charakter płaskowyżu. Obszar między miejscowościami Muráň i Štítnik buduje masyw Hradoka. Na jego szczycie zbiega się kilka szlaków turystycznych. Dużą atrakcją turystyczną jest tutaj udostępniona turystycznie Ochtyńska Jaskinia Aragonitowa. Cały rejon pogórza można zwiedzić znakowanymi szlakami turystycznymi.
Góry Pogórza Rewuckiego odwadniane są przez rzeki Muráň i Rimava, będące dopływami rzeki Slana. Większość górzystego terenu porastają gęste lasy, w których przeważają drzewa liściaste, szczególnie buki i dęby. Poza tym pojawiają się także inne gatunki. Część terytorium tych gór jest zbudowana ze skał wapiennych. Na tych obszarach występuje bogactwo zjawisk krasowych. Najbardziej interesującym rejonem krasowym jest zajmujący powierzchnię 16 km² Drienčanský kras, który wyłonił się z kolizji skał wapiennych i wulkanicznych.
Centrum gospodarczym jest miasto Jelšava z bogatą tradycją górniczą. Jest ono także ważnym ośrodkiem turystycznym.